# Рейстрек-Плайя
Рейстрек-Плайя (англ. Racetrack Playa) — высохшее озеро, иногда заливаемое водой, расположено в северо-западной части национального парка Долина Смерти, Калифорния, США. Известно интересным геологическим феноменом — движущимися по высохшему дну камнями.

## География
Плайя расположена в долине, обрамлённой горами Коттонвуд с востока и хребтом Ласт-Ченс с запада. Самая высокая точка окружающих гор — пик Убехебе (англ. Ubehebe Peak) расположен на расстоянии 1,37 км к западу и имеет высоту 1731 м над уровнем моря и относительную высоту 571 м.
В сезон сильных дождей вода стекает со склонов и образует мелкое озеро, которое быстро испаряется под жарким солнцем. Мягкая мокрая глина, высыхая, трескается и образует узор из шестиугольников на поверхности. Фигуры небольшие, имеют размер от 7,5 до 10 см и толщину около 2,5 см.
На Рейстрек-Плайя нет растительности, поскольку практически весь год на нём нет воды. В два дождливых сезона (летом и особенно зимой) вода образует на дне тонкий слой глины. Более обильные зимние дожди стирают узор из многоугольников, который проявляется обратно лишь к весне, когда солнце и сильные ветра высушивают землю. Годовой уровень осадков составляет 75—100 мм, причём вода замерзает, и образующийся лёд может иметь толщину 2,5—6,5 см. Как правило, за один сезон затопляет лишь одну часть Рейстрек-Плайя.
Высота расположения высохшего дна озера — 1130 м над уровнем моря, размер — 4,5 на 2 км. Поверхность дна исключительно плоская, северный край выше южного всего на 4 см. В северной части высохшего озера расположены 2 островка из коренной породы:
- Грандстенд (The Grandstand) — останец высотой 22 м
- Небольшое обнажение карбонатных пород

Вдоль западного берега проходит гравийная дорога, на которой имеется парковка с поясняющими табличками. Установка палаток возле Рейстрек-Плайя разрешена только с северной и южной сторон.

## Движущиеся камни

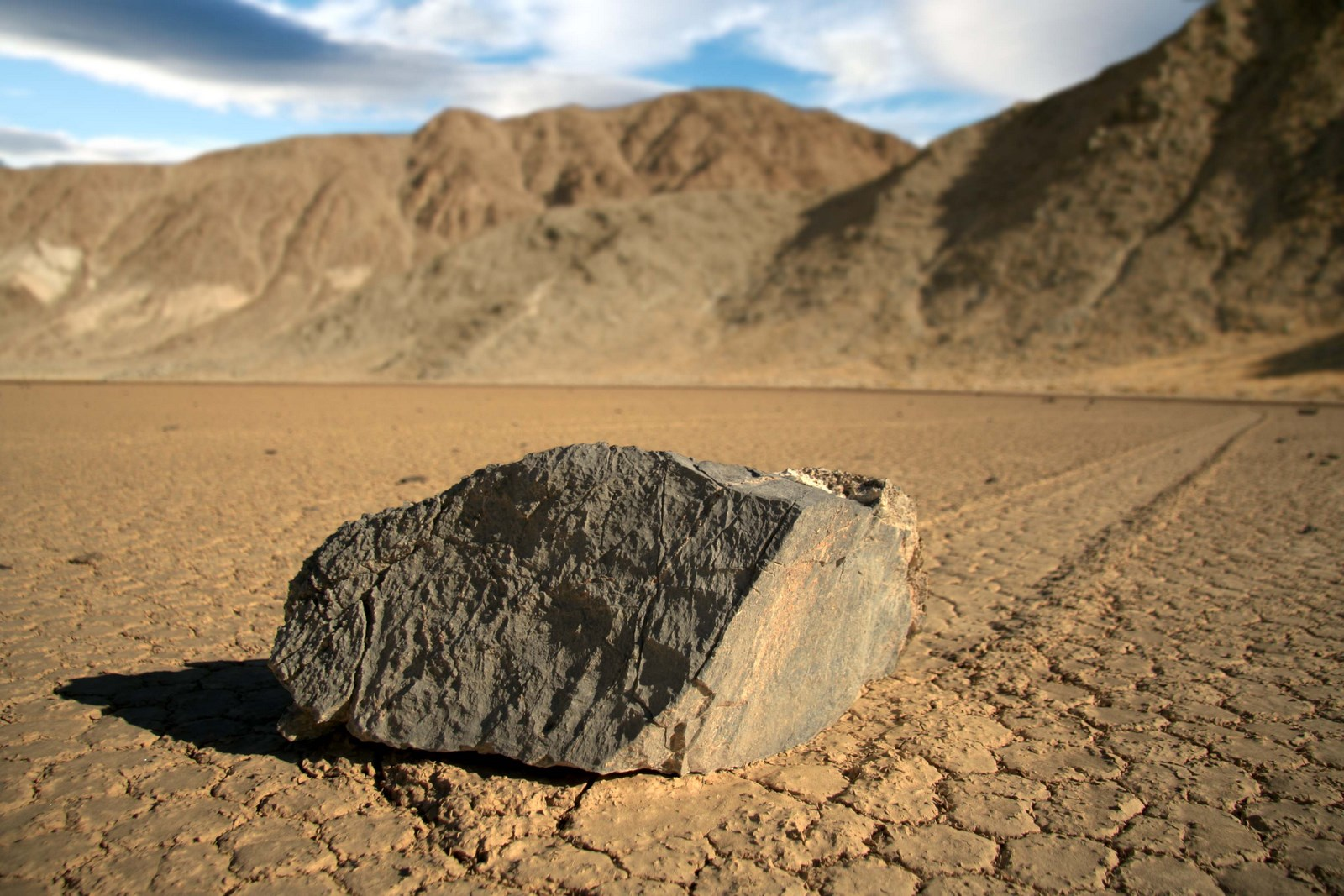
Движущиеся камни на Рейстрек-Плайя

Движущиеся камни — геологический феномен, обнаруженный на высохшем озере Рейстрек-Плайя в Долине Смерти в США. Камни медленно двигаются по глинистому дну озера, о чём свидетельствуют длинные следы, остающиеся за ними. Камни передвигаются самостоятельно без помощи живых существ, однако до 2013 года никто никогда не видел и не фиксировал перемещение на камеру. Подобные движения камней были отмечены в нескольких других местах, однако по числу и длине следов Рейстрек-Плайя сильно выделяется среди остальных.

## Климат
- Температура летом в среднем: 34 градуса днём, ночью опускается до 24—26,5 градуса. Зимой: днём от 11 до 18 градусов. Ночью 5—8 градусов по Цельсию.
- Осадки практически отсутствуют.
- Атмосферное давление колеблется от 642 до 704 мм рт. ст., так как высохшее озеро находится на высоте 1100 метров над уровнем моря.
- Вода на озере появляется не каждый год и, в среднем, с 1 декабря по 20-е числа марта.

| Показатель                    | Янв. | Фев. | Март | Апр.             | Май              | Июнь             | Июль             | Авг.             | Сен.             | Окт.             | Нояб.            | Дек. | Год   |
| ----------------------------- | ---- | ---- | ---- | ---------------- | ---------------- | ---------------- | ---------------- | ---------------- | ---------------- | ---------------- | ---------------- | ---- | ----- |
| Абсолютный максимум, °C       | 29,8 | 32,1 | 35,4 | 40,5             | 48,5             | 53               | 55,6             | 45,6             | 40,4             | 36,6             | 33               | 30,7 | 55,6  |
| Средний суточный максимум, °C | 24,2 | 25   | 27,8 | 30,6             | 33               | 35,7             | 38,8             | 36,1             | 33,4             | 30               | 27,5             | 25,7 | 30,45 |
| Средняя температура, °C       | 21   | 22,4 | 24,1 | 25               | 27,9             | 30,2             | 31,6             | 32               | 30,2             | 27,6             | 23,1             | 19,7 | 26    |
| Средний суточный минимум, °C  | 16,3 | 16,4 | 18,2 | 20,1             | 21,3             | 24,5             | 24,7             | 23               | 20,6             | 19,7             | 17,4             | 15,8 | 20    |
| Абсолютный минимум, °C        | −1,5 | 0,4  | 3,7  | 6,6              | 10               | 12,7             | 15,5             | 17,8             | 14,3             | 13,4             | 8,8              | 3,4  | −1,5  |
| Норма осадков, мм             | 4    | 12   | 13   | 10               | 1                | 2                | 0                | 0                | 0                | 0                | 3                | 9    | 54    |
| Температура воды, °C          | 21   | 24   | 30   | вода отсутствует | вода отсутствует | вода отсутствует | вода отсутствует | вода отсутствует | вода отсутствует | вода отсутствует | вода отсутствует | 21   | 24,9  |